# نقش أم الجمال الأول
تم اكتشاف نقش أم الجمال الأول من قبل المستشرق الألماني أ. لتمان في بدايات القرن الماضي، في منطقة أم الجمال في جنوب عمان الأردن . وقد قدر تأريخ النقش من قبل مكتشفه بين العامين 250 و270 ميلادي. ويسميه البعض نقش أم الجمال الأول أو النبطي لتفريقه عن نقش أم الجمال بالحروف العربية الذي اكتشف لاحقا من قبل لتمان، أيضا، في منتصف العقد الثالث من القرن العشرين. وقد اسمته مصادر المستشرقين في البداية باسم «نقش فهرو» لاعتقاد لتمن، حسب قراءته له، إنه شاهد قبر شخص اسمه «فهرو بن سالي». أما تأريخه فقد تم تحديده بناء على معرفة الباحثين لتأريخ حكم الملك جديمة الأبرش والذي ذُكر اسمه تحديدا في هذا النقش. وقد اكتشفت بعثة لتمان أيضا عام 1909 وفي منطقة قريبة من مطقة اكتشاف هذا النقش الحجري، نقش حجري اخر باللغة والحروف الإغريقية، ونصه هو ترجمة بتصرف لنص نقش أم الجمال بالنبطية. ورغم اقتضاب نص نقش أم الجمال بالنبطية إلا أن ذكره لاسم الملك جذيمة واستخداماته لمفردات عربية فصحى يجعله نقشاً ذا أهمية تأريخية ولغوية قصوى.

## القراءة الأولى للنقش
رغم اكتشافه قبل عقود طويلة لم يعيد قراءة هذا النقش، للاسف، أي من الباحثين خلال الثمانين سنة الماضية واكتفى جلهم بالرجوع إلى القراءة الأولى للنقش والتي قام بها مكتشف الحجر لتمان. وحسب قراءته السائدة اليوم هذه والتي تمت بناء على تتبعه لحروف النقش النبطية وقراءته للنقش الإغريقي المترجم على الاغلب، تمت ترجمة النقش للعربية كالتالي:

«دنه نفسو فهرو بر سلي رب جذيمت ملك تنوخ»

وبالعربية الحديثة:

«هذا شاهد قبر فهر بن سالي قائد أو مربي جذيمة ملك تنوخ».

وبناء على هذه القراءة يظهر استخدام النص لكلمة «نفس» بمعنى «شاهد قبر»، حسب المستشرقين، بعد اسم إشارة وقبل اسم علم وذلك مما يجعله للوهلة الأولى مشابها في استخدامه هذا لنقش النمارة الذي قرأ المستشرقون كلمته الأولى أنها اسم إشارة، وقرأوا الكلمة اللاحقة «نفس» أيضا بمعنى «شاهد قبر». وقد كان مطلع نقش الترجمة الإغريقية كالتالي:

Η CΤΗΛΗ ΑΥΤΗ ΦΕΡΟΥ CΟΛΛΕΟ TPOΦEYC …

وترجمة هذا النص الإغريقي للعربية هو: «هذا هو شاهد قبر فرو سالي».

## القراءة الحديثة للنقش

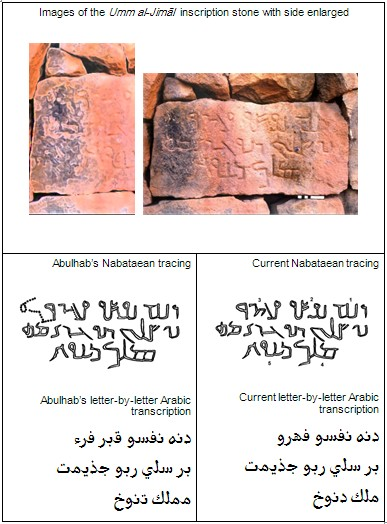
للاعلى صورة واضحة لنقش أم الجمال الأول والى يسارها صورة مكبرة تبين كلمة "فرأ" في نهاية السطر الأول، وتحت الصورتين رسم المستشرقين للحروف النبطية و قراءتهم السائدة لها اليوم والى يسارها رسم وقراءة سعد الدين ابوالحب الحديثة

أشارت دراسة حديثة معمقة لنقش أم الجمال الأول قام بها الباحث الأمريكي العراقي سعد الدين أبو الحب عام 2009 ونشرت في كتابه الصادر نهاية 2011،  وبأدلة الصور الملموسة، إلى أن القراءة السائدة لحروف النقش النبطية وترجمتها الحرفية للعربية غير صحيحة واعتمدت كليا على قراءة المستشرقين بتصرف لترجمة نقش أم الجمال الإغريقي. وقد اشارت هذه الدراسة إلى ان قراءة المستشرقين اهملت كلمة «فرأ» (اسم علم) الواضحة في نهاية السطر الأول من النقش النبطي وقرأت الكلمة «قبر» مع جزء من الكلمة اللاحقة لها على انها الكلمة «فهرو». كما اشار الباحث في دلائله أيضا إلى ان اسم الميت الأول حسب النقش الإغريقي كان ФEPOY (بالعربية «فرو») وليس «فهرو»، إذ لا اثر لحرف الهاء العربي الحلقي الذي يلفظ من البلعوم فيه، رغم ان اللغة الإغريقية تتضمن هذا الحرف. ووضحت هذه الدراسة أيضا ان المستشرقين قرأو كلمة «مملك تنوخ»، أي من جعلهم ملوكا واسس مملكتهم، على انها «ملك تنوخ» رغم ان النص النبطي استخدم بوضوح حرفين للميم وليس حرف واحد في بداية الكلمة، وهذا استخدام جلي للعربية الفصحى. اما اهمية قراءة ابوالحب، تأريخيا، فانها برهنت صحة ما ذكره الخوارزمي وغيره من ان جديمة كان أول ملوك تنوخ في الحيرة.
وحسب قراءة ابوالحب الجديدة لنص نقش أم الجمال النبطي، قال النص:

«دنه نفسو قبر فرأ بن سلي رب جذيمت مملك تنوخ»

وترجمته بالعربية الحديثة:

«دنه (ادناه أو هنا) نفسو قبر (ربما تعني» روح وقبر«أو» هذا نفسه قبر«) فرأ بن سلي ربّ (قائد عسكري أو مربي) جذيمة مملك (مؤسس) تنوخ».

واستخدام عبارة «نفسو قبر» حسب قراءة ابوالحب اعلاه يأتي مطابقا لاستخدام نقوش المسند العديدة في شرق الجزيرة العربية وجنوبها لعبارة «نفس وقبر» مما يشير أيضا إلى اصول تنوخ في تلك المناطق كما ذهب مؤرخي الحضارة العربية الإسلامية.